# Felipe Guimarães
Felipe Guimarães (ur. 22 marca 1991 roku w Anápolis, Goiás) – brazylijski kierowca wyścigowy.

## Życiorys

### Początki kariery
Felipe karierę rozpoczął w 2000 roku od startów w kartingu. W 2007 roku zadebiutował w serii wyścigów samochodów jednomiejscowych – Południowoamerykańskiej Formule 3. Uzyskane punkty sklasyfikowały go na 4. miejscu. W sezonie 2008 (w zespole TP Formula) Guimarães wziął udział w trzech rundach Włoskiej Formuły 3000. Już w pierwszej eliminacji (na torze w Walencji) Brazylijczyk sięgnął po pole position. Wyścig zakończył na drugiej pozycji, uzyskując przy tym najszybsze okrążenie. W pozostałych wyścigach Brazylijczyk nie stanął już na podium, będąc jeszcze trzykrotnie na punktowanych lokatach. Ostatecznie w klasyfikacji generalnej uplasował się na 9. w europejskiej oraz 8. pozycji we włoskiej edycji.

### A1 Grand Prix
Na przełomie 2008 i 2009 roku Felipe brał udział w serii zimowej A1 Grand Prix. Reprezentując brazylijską stajnię, Guimarães trzykrotnie znalazł się w punktowanej dziesiątce. Jedyne podium odnotował na torze w RPA, gdzie zajął drugą lokatę. Zdobyte punkty uplasowały jego ekipę na 15. miejscu.

### Indy Lights
W roku 2009 (w zespole Bryan Herta Autorsport) Brazylijczyk zaliczył udział w trzech rundach amerykańskiej serii Indy Lights. Felipe dwukrotnie zameldował się w pierwszej trójce, zajmując podczas zmagań na Watkins Glen oraz Infineon Raceway odpowiednio trzecie oraz drugie miejsce. Zdobyte punkty sklasyfikowały go na 23. pozycji.

### Seria GP3
Na sezon 2010 Guimarães podpisał kontrakt z hiszpańską ekipą Barwa Addax, na starty w nowo utworzonej Serii GP3. Brazylijczyk trzykrotnie dojechał w czołowej siódemce, stając przy tym na najniższym stopniu podium w pierwszym wyścigu na tureckim torze Istanbul Park. Ostatecznie rywalizację ukończył na 16. lokacie.

### Formuła 3
W Formule 3 Brazylijczyk po raz pierwszy wystąpił w 2011 roku w edycji południowoamerykańskiej. Zajął tam dziesiąte miejsce w klasyfikacji generalnej. Rok później odniósł już tam cztery zwycięstwa. Z dorobkiem osiemdziesięciu punktów uplasował się wówczas na czwartym miejscu w końcowej klasyfikacji kierowców. W sezonie 2013 wygrał trzynaście z osiemnastu wyścigów. Z ogromną przewagą pokonał wszystkich rywali i zdobył mistrzowski tytuł. W tym samym roku wygrał wyścig Formuła 3 Brazil Open, co powtórzył również rok później.
W 2014 roku Felipe podpisał kontrakt z brytyjską ekipą Double R Racing na starty w Europejskiej Formule 3. Wystartował łącznie w osiemnastu wyścigach, w ciągu których uzbierał pięć punktów. Wystarczyło to na 22. miejsce w końcowej klasyfikacji kierowców.

## Wyniki

### GP3
| Legenda oznaczeń w tabelach wyników Wyświetl szablon na nowej stronie | Legenda oznaczeń w tabelach wyników Wyświetl szablon na nowej stronie                                                                     |
| Oznaczenie                                                            | Wyjaśnienie |
| --------------------------------------------------------------------- | --- |
| Złoty                                                                 | Zwycięzca lub mistrzostwo |
| Srebrny                                                               | 2. miejsce lub wicemistrzostwo |
| Brązowy                                                               | 3. miejsce lub II wicemistrzostwo |
| Zielony                                                               | Ukończył, punktował (w klasyfikacji generalnej, gdy zdobył co najmniej jeden punkt na przestrzeni sezonu, poza trzema powyższymi opcjami) |
| Niebieski                                                             | Ukończył, nie punktował (w klasyfikacji generalnej, gdy nie zdobył co najmniej jednego punktu na przestrzeni sezonu)                      |
| Czerwony                                                              | Nie zakwalifikował się (NZ) |
| Czerwony                                                              | Nie prekwalifikował się (NPK) |
| Różowy                                                                | Nie ukończył (NU) |
| Różowy                                                                | Niesklasyfikowany (NS) (w klasyfikacji generalnej, gdy nie został sklasyfikowany w żadnym wyścigu sezonu)                                 |
| Czarny                                                                | Zdyskwalifikowany (DK) |
| Czarny                                                                | Wykluczony (WYK/EX) |
| Biały                                                                 | Nie wystartował (NW) |
| Biały                                                                 | Kontuzjowany (K/INJ) |
| Biały                                                                 | Wyścig odwołany (OD/C) |
| Bez koloru                                                            | Został wycofany (WYC/WD) |
| Bez koloru                                                            | Nie przybył (NP/DNA) |
| Bez koloru                                                            | Nie brał udziału w treningach (NT/DNP) |
| Bez koloru                                                            | Nie został zgłoszony (–) |
| Pogrubienie                                                           | Start z pole position |
| Kursywa                                                               | Najszybsze okrążenie wyścigu |
| †                                                                     | Nie ukończył, ale jego rezultat został zaliczony ze względu na przejechanie więcej niż 90% dystansu wyścigu.                              |
| *                                                                     | Sezon w trakcie |
| 1/2/3                                                                 | Punktowana pozycja w sprincie kwalifikacyjnym                                                                                             |
| Lista systemów punktacji Formuły 1                                    | |

| Rok  | Zespół     | Wyniki w poszczególnych eliminacjach | Wyniki w poszczególnych eliminacjach | Wyniki w poszczególnych eliminacjach | Wyniki w poszczególnych eliminacjach | Wyniki w poszczególnych eliminacjach | Wyniki w poszczególnych eliminacjach | Wyniki w poszczególnych eliminacjach | Wyniki w poszczególnych eliminacjach | Wyniki w poszczególnych eliminacjach | Wyniki w poszczególnych eliminacjach | Wyniki w poszczególnych eliminacjach | Wyniki w poszczególnych eliminacjach | Wyniki w poszczególnych eliminacjach | Wyniki w poszczególnych eliminacjach | Wyniki w poszczególnych eliminacjach | Wyniki w poszczególnych eliminacjach | Punkty | Pozycja |
| ---- | ---------- | ------------------------------------ | ------------------------------------ | ------------------------------------ | ------------------------------------ | ------------------------------------ | ------------------------------------ | ------------------------------------ | ------------------------------------ | ------------------------------------ | ------------------------------------ | ------------------------------------ | ------------------------------------ | ------------------------------------ | ------------------------------------ | ------------------------------------ | ------------------------------------ | ------ | ------- |
| 2010 | Addax Team | ESP                                  | ESP                                  | TUR                                  | TUR                                  | VAL                                  | VAL                                  | GBR                                  | GBR                                  | DEU                                  | DEU                                  | HUN                                  | HUN                                  | BEL                                  | BEL                                  | ITA                                  | ITA                                  | 9      | 16      |
| 2010 | Addax Team | NU                                   | 20                                   | 3                                    | 6                                    | NU                                   | 18                                   | NU                                   | 23                                   | 7                                    | 7                                    | 13                                   | NU                                   | NU                                   | 9                                    | NU                                   | 17                                   | 9      | 16      |

### Podsumowanie
| Sezon   | Seria                           | Zespół                | Wyścigi | Zwycięstwa | PP | NO | Podium | Punkty | Pozycja |
| ------- | ------------------------------- | --------------------- | ------- | ---------- | -- | -- | ------ | ------ | ------- |
| 2007    | Południowoamerykańska Formuła 3 | Amir Nasr Racing      | 16      | 2          | 1  | 4  | 6      | 54     | 4       |
| 2008    | Euroseries 3000                 | TP Formula            | 6       | 0          | 1  | 1  | 1      | 16     | 9       |
| 2008    | Włoska Formuła 3000             | TP Formula            | 4       | 0          | 1  | 1  | 1      | 16     | 8       |
| 2008–09 | A1 Grand Prix                   | A1 Team Brazil        | 14      | 0          | 0  | 0  | 1      | 18     | 15      |
| 2009    | Indy Lights                     | Bryan Herta Autosport | 3       | 0          | 0  | 0  | 2      | 107    | 23      |
| 2010    | Seria GP3                       | Addax Team            | 16      | 0          | 0  | 0  | 1      | 9      | 16      |
| 2011    | Południowoamerykańska Formuła 3 | Cesário Fórmula       | 1       | 0          | 0  | 0  | 0      | 12     | 10      |
| 2012    | Południowoamerykańska Formuła 3 | Hitech Racing Brazil  | 6       | 4          | 2  | 3  | 4      | 80     | 4       |
| 2013    | Formuła 3 Brazil Open           | Hitech Racing         | 1       | 1          | 1  | 1  | 1      | N/A    | 1       |
| 2013    | Południowoamerykańska Formuła 3 | Hitech Racing         | 18      | 13         | 7  | 14 | 14     | 285    | 1       |
| 2013    | Brytyjska Formuła 3             | Fortec Motorsport     | 12      | 2          | 0  | 1  | 4      | 109    | 4       |
| 2014    | Europejska Formuła 3            | Double R Racing       | 18      | 0          | 0  | 0  | 0      | 5      | 22      |
| 2014    | Formuła 3 Brazil Open           | Hitech Racing         | 1       | 1          | 1  | 1  | 1      | N/A    | 1       |